# Fissidentalium profundorum
Fissidentalium profundorum är en blötdjursart som först beskrevs av E.A. Smith 1894.  Fissidentalium profundorum ingår i släktet Fissidentalium och familjen Dentaliidae. Inga underarter finns listade i Catalogue of Life.